# بنجامین هسیاو
بنجامین هسیاو (انگلیسی: Benjamin Hsiao؛ زاده ۱۲ اوت ۱۹۵۸) یک دانشمند است. وی در تایوان چشم به جهان گشوده است و در حال حاضر در ایالات متحده آمریکا زندگی می‌کند.